# Daphnopsis guacacoa
Daphnopsis guacacoa är en tibastväxtart som beskrevs av John Wright och August Heinrich Rudolf Grisebach. Daphnopsis guacacoa ingår i släktet Daphnopsis och familjen tibastväxter. Inga underarter finns listade i Catalogue of Life.